# Чиракчи
Чиракчи (узб. Chiroqchi) — город, районный центр Кашкадарьинской области Узбекистана.

## География
Расположен на реке Кашкадарья, в 12 км от железнодорожной станции Яккабаг, в пятистах километрах к югу от Ташкента. Город находится в юго-западных предгорьях Зеравшанского хребта на высоте около 510 метров над уровнем моря.

## Население
Население — 20 тыс. жителей (2010, оценка). Основное население узбеки, есть — русские и татары.

## История
Название населённого пункта — крепости Чиракчи, известно с XIV века. Был центром Чиракчинского бекства Бухарского ханства.
Вокруг современного города Чиракчи, на территории колхоза Мехнаткаш, находятся остатки древнего города Кишмиштепа.
Этот город был основан примерно в V—VI веках нашей эры. Он состоял из цитадели, шахристана и рабада. Шахристан занимает площадь 24 гектара и окружён стеной и рвом. Стены датируются VII—VIII веками, они были укреплены в IX—X веках. Шахристан начал расширяться в VII—VIII веках, а в IX—X веках стал крупным городом. После нашествия монголов в XIII веке город впал в кризис.
Описание этого города даёт С. Б. Лунина. В записях говорится, что «На окраине центра Чиракчинского района, недалеко от берега реки Кашкадарьи находятся руины Кишмиштепа, которые можно считать остатками средневекового города». В этой местности в 1960-х годах проводились исследования. Размеры шахристана оценивались в 700 на 350 метров. После строительства кирпичного и других заводов, старинный город был разрушен.
Учёный Шамсуддин Камолиддинов считает, что город Хушминджакас, упомянутый в Китаб-аль-Ансаб Абдулом Каримом ибн Мухаммедом ас-Сомони, который путешествовал по Центральной Азии в XII веке, может быть Кишмиштепа.
Старинный город был обнаружен, когда дети нашли серебряные и золотые монеты. До сих пор население находит здесь предметы быта. Самая известная из этих находок — серебряная монета с изображением Мамуна аль-Рашида, брата халифа Харуна аль-Рашида, героя всемирно известной книги «Тысячи и одной ночи».
Источники середины XVIII века указывают на существование крепости Чиракчи. По словам академика В. В. Бартольда, Чиракчи существовал ещё раньше, во времена правления Убайдуллохана.
Крупные города вокруг Чиракчи, Карши и Шахрисабз, были напрямую подчинены эмиру Бухары. Караванный путь через Шахрисабз был гористым, и его было трудно пройти, поэтому дорога через Чиракчи была наиболее удобной. Здесь проходили даже караваны из Афганистана и Индии.
В XIX веке Чиракчи был небольшой крепостью, окружённой оборонительной стеной. Герман Вамбергер, известный венгерский путешественник и историк, упоминает об этом в своем «Путешествии в Центральную Азию».
В книге «Мемуары» Садриддин Айни рассказывает о попытке подготовить восстания в Чиракчи во время правления Абдуллы Хана. Там сказано, что жители, уставшие от равнодушия местных чиновников, решили восстать. Однако позже они передумали и решили направить делегацию из 200 человек к эмиру Бухары:
«Эти люди традиционно делают чёрную войлочную одежду, которая похожа на мексиканские пончо. В Бухаре ходят слухи о двух сотнях людей из „чёрного войлока“. Эмир Бухары первоначально относился к ним хорошо, но позже обманом решил их арестовать».
После Второй мировой войны ряд немецких и польских пленников нашли здесь временное убежище, а некоторые жили тут до конца жизни.
24 ноября 1977 года решением Президиума Верховного Совета Узбекистана Чиракчи был присвоен статус центра района. Статус города в новое время получен в 1980 году.

## Достопримечательности
Имеется хлопкоочистительный завод, коврово-художественная фабрика.
Среди горожан популярен местный футбольный клуб «Чирокчи», который играет на новом стадионе «Тамерлан», рассчитанном на 3000 зрителей.